# Kambalny
Le Kambalny, en russe : Камбальный, est un stratovolcan situé au sud du Kamtchatka, dans l'est de la Russie.

## Géographie
Il est constitué de deux cônes, le cône occidental s'étant effondré il y a environ 6 300 ans. Trois importantes zones d'effondrement sur le volcan représentaient un volume total de 5-10 km3, soit le plus important effondrement, au Kamtchatka, à l'Holocène. Le Kambalny possède cinq cônes de scories sur ses flancs.

## Histoire
Une éruption mineure a lieu en 1767 mais la dernière éruption majeure remonte à environ 600 ans. Le 24 mars 2017, le volcan se réveille après 250 ans de sommeil.